# تسوویشته
تسوویشته (به صربی: Tesovište) یک منطقهٔ مسکونی در صربستان است که در ناحیه پچینیا واقع شده‌است. تسوویشته ۶۱ نفر جمعیت دارد.